# Biel, Trebišov
Biel este o comună slovacă, aflată în districtul Trebišov din regiunea Košice. Localitatea se află la altitudinea de 101 m deasupra n.m., se întinde pe o suprafață de 7,44 km2 și în 2017 număra 1.407 locuitori. Se învecinează cu comuna Čierna nad Tisou.

## Istoric
Localitatea Biel este atestată documentar din 1265.

## Demografie
| An:                | 1994 | 2004   | 2014   | 2024   |
| ------------------ | ---- | ------ | ------ | ------ |
| Număr de persoane: | 1299 | 1418   | 1451   | 1351   |
| Diferență:         |      | +9,16% | +2,32% | −6,89% |

| An:                | 2023 | 2024   |
| ------------------ | ---- | ------ |
| Număr de persoane: | 1357 | 1351   |
| Diferență:         |      | −0,44% |